# Juvajoki
Juvajoki (i några globala databaser felaktigt "Naarjoki") är ett vattendrag i Finland. Det ligger i landskapet Satakunta, i den sydvästra delen av landet, 210 km nordväst om huvudstaden Helsingfors, och är en biflod till Eura å. Ån har sin början i insjön Turajärvi. I Turajärvi mynnar ån Pietarjoki som bildas när bäckarna Naarjoki och Haanoja flyter samman.